# Jaimy Van der Sloten
Jaimy Van der Sloten (Edegem 1995) is een Belgisch beeldend en conceptueel kunstenaar (schilderkunst/ installaties en interactieve performance). Als kunstenaar is hij een actief aanhanger van de Copyleft-beweging.
Van der Sloten genoot zijn kunstenaarsopleiding aan het Sint Lucas in Antwerpen. Zijn conceptuele werken bestaan hoofdzakelijk uit idiosyncratische, maatschappelijk geëngageerde en interactieve projecten. Daarbij putte hij zijn inspiratie onder andere uit zijn werk als participatie-ambtenaar aan de gemeente Olen. Hij haalde enkele malen het nieuws met opvallende initiatieven en (zichzelf toebedeelde) rollen, zoals de rol van spits-afbijtende deelnemer bij de Vulkaan van Balen en als organisator van 'de Mol Rauw Biënnale' (een toespeling op de internationale tweejaarlijkse kunstmanifestatie in Venetië). De 'biënnale' die in de stad Mol (Rauw) plaatsvindt, is een idealistisch event dat potentieel, volgens Van der Sloten, de gemiddelde Mollenaar eendrachtig tot de hedendaagse kunst moet bekeren.

## Projecten
- Het honderddagen-avontuur van Jaimy[2]
- De pindakaas-vloer van Wim T. Schippers
- De Mol Rauw Biënnale eerste editie[3]
- De Mol Rauw Biënnale 2023 tweede editie